# اتحاد الهند
كان اتحاد الهند أو دومينيون الهند دولة مستقلة من دول الكومنولث البريطاني، قامت بين 15 أغسطس 1947 و26 يناير 1950. أخذت صفتها الرسمية عند تمرير قانون الاستقلال الهندي لعام 1947. برزت إلى الوجود عندما كانت الهند البريطانية مقسمة ومهددة بالعنف الديني على الدوام وتتكبد خسائر كبيرة في الأرواح وفيها حالات هجرة غير مسبوقة. سبق إنشائها ظهور حركة قومية مناهضة للاستعمار رائدة ومؤثرة أصبحت عاملًا رئيسيًا في إنهاء الراج البريطاني في الهند. شُكلت حكومة جديدة بتعيين جواهر لال نهرو رئيسًا للوزراء، وفالاباي باتل نائبًا لرئيس الوزراء، وكلاهما عضوٌ في المجلس الوطني الهندي. ظل اللورد مونتباتن، آخر من تولى منصب نائب الملك في الهند، حتى يونيو 1948 ليكون أولَ حاكم عام للهند المستقلة.
سرعان ما أوقف العنف الديني إلى حد كبير بجهود المهاتما غاندي، ولكن ليس قبل أن ينمو الاستياء منه بين بعض الهندوس، الأمر الذي كلفه حياته في النهاية. وقعت على باتل مسؤولية توحيد الولايات الأميرية للإمبراطورية الهندية البريطانية في الهند الجديدة. استمر التوحيد خلال الفترة المتبقية من عام 1947 والجزء الأكبر من عام 1948، وتحقق من خلال المغريات، وفي بعض الأحيان بالتهديدات. مضى الأمر بسلاسة عدا عن ولاية جوناغاد وولاية حيدر آباد وكشمير، وأفضت المشاكل في كشمير إلى حرب بين الهند وباكستان وإلى نزاع استمر حتى هذا اليوم. خلال هذا الوقت، أُعد دستور الهند، واستند في جزء كبير منه على قانون حكومة الهند لعام 1935 التابع للراج البريطاني، ولكن أيضًا على عناصر من دستور الولايات المتحدة ودستور أيرلندا. وبإقراره لجوانب مؤلمة من ماضي الهند الخاص، فقد ألغى الدستور حظر المساس وسحب شرعية التفريق بين الطوائف الإثنية. استمرت دومينيون الهند حتى عام 1950، وعندها أصبحت الهند جمهورية في إطار الكومنولث بتوصيف الرئيس رأسًا للدولة.

## تاريخ

### خلفية تاريخية: 1946
بحلول عشرينيات القرن العشرين، أصبح المجلس الوطني الهندي المرشد الأول للقومية الهندية. بقيادة المهاتما غاندي، كان على المجلس قيادة الهند إلى الاستقلال عن المملكة المتحدة، والتأثير بقوة على الحركات القومية الأخرى المناهضة للاستعمار في الإمبراطورية البريطانية. اعتُرضت رؤية المجلس لهندٍ مستقلة قائمة على التعددية الدينية في أربعينيات القرن العشرين من قِبل قومية مسلمة جديدة، بقيادة رابطة مسلمي عموم الهند ومحمد علي جناح الذي طالب بوطن منفصل لمسلمي الهند البريطانية.
في الانتخابات العامة في بريطانيا عام 1945، فاز حزب العمال. أدت حكومةٌ برئاسة كليمنت أتلي، بوجود ستافورد كريبس واللورد بيثيك لورنس في مجلس الوزراء، اليمين الدستورية. كان للكثيرين في الحكومة الجديدة، بمن فيهم أتلي، تاريخ طويل في دعم عملية إنهاء الاستعمار في الهند. في أواخر عام 1946، قررت حكومة حزب العمال وخزانتها وجمهورها - فضلًا عن أن الحرب العالمية الثانية قد أنهكتهم - إنهاء الحكم البريطاني في الهند، وفي أوائل عام 1947 أعلنت بريطانيا عزمها على نقل السلطة في موعد أقصاه يونيو 1948.
في وقت سابق من عام 1946، صدرت دعوةٌ لإجراء انتخاباتٍ في الهند. حقق المجلس انتصارات انتخابية في ثمانية من المقاطعات الإحدى عشر. ومع ذلك، توقفت المفاوضات بين المجلس والرابطة الإسلامية بسبب قضية تقسيم الهند. أعلن جناح في السادس عشر من أغسطس عام 1946 «يوم الحراك المباشر» وهدفه تسليط الضوء بشكل سلمي على المطالبة بوطن مسلم في الهند البريطانية. في اليوم التالي اندلعت أعمال الشغب بين الهندوس والمسلمين في كلكتا وانتشرت بسرعة في جميع أنحاء الهند. رغم تزعزع كل من حكومة الهند والمجلس بسبب مجريات الأحداث، فقد شُكلت في سبتمبر حكومة مؤقتة بقيادة المجلس، بتعيين جواهر لال نهرو رئيسًا لوزراء الهند الموحدة.

### الاستقلال: 1947
مع اقتراب الاستقلال، استمر العنف بين الهندوس والمسلمين في مقاطعتي البنجاب والبنغال. لم يكن الجيش البريطاني على استعداد لمواجهة أعمال عنف أخرى، فعجل نائب الملك الجديد، لويس مونتباتن، موعد نقل السلطة، مما أتاح أقل من ستة أشهر لإيجاد خطة استقلال تتفق عليها الأطراف المتحاربة. في يونيو 1947، وافق القادة القوميون، بمن فيهم نهرو وأبو الكلام آزاد نيابة عن المجلس وجناح الذي يمثل الرابطة الإسلامية وبي. آر. أمبيدكار الذي يمثل المجتمع المنبوذ والمعلم تارا سينغ الذي يمثل السيخ، على تقسيم البلاد على أسس دينية معارضة لآراء غاندي. خُصصت المناطق ذات الغالبية الهندوسية والسيخية إلى الهند الجديدة والمناطق ذات الغالبية المسلمة إلى دولة باكستان الجديدة؛ تضمنت الخطة تقسيم مقاطعات البنجاب والبنغال ذات الغالبية المسلمة.
في 14 أغسطس 1947، ظهرت دومينيون الباكستان الجديدة إلى الوجود، وأدى محمد علي جناح اليمين الدستورية ليكون أول حاكم عام عليها في كراتشي. في اليوم التالي، 15 أغسطس 1947، أصبحت دومينيون الهند (رسميًا اتحاد الهند) دولة مستقلة بإجراء المراسيم الرسمية في نيودلهي، وتولى جواهر لال نهرو منصب رئيس الوزراء، وظل نائب الملك، لويس مونتباتن، بكونه أول حاكم عام عليها.

### التقسيم: 1947
أعلنت لجنة رادكليف، المكلفة بتخصيص كل منطقة إما لباكستان أو للهند، قرارها في 17 أغسطس 1947، بعد يومين من نقل السلطة. قسمت المناطق التي يسيطر عليها السيخ في البنجاب بنسب متساوية بين دومينيون الهند ودومينيون الباكستان. كانت مجموعات السيخ، التي تخشى الأسوأ، تستعد لشن معارضة قوية للقرار. لمواجهة العنف المتوقع، شكلت حكومة الراج البريطانية قوة حدود هندية قوامها 50,000 جندي. عندما بدأت أعمال العنف، أثبتت هذه القوة عدم فعاليتها. كان لمعظم الوحدات، التي جُندت محليًا، روابط أقوى مع إحدى المجموعات الدينية الثلاث في البنجاب، مما جعلها غير قادرة على البقاء محايدة تحت الضغط. في غضون أيام، كان السيخ والهندوس في شرق البنجاب يهاجمون المسلمين هناك بشكل مفاجئ وغير متوقع، وفي غرب البنجاب، كان المسلمون يردون العنف والوحشية على السيخ. أوقفت القطارات التي تنقل اللاجئين إلى أراضيهم الجديدة، وذُبح ركابها بغض النظر عن عمرهم وجنسهم. اعتُرضت صفوف طويلة من البشر واضطُهدت، إذ كانوا يرتحلون شرقًا وغربًا إلى دولهم الجديدة مع عربات تجرها الثيران.
بلغ الأمر باللاجئين الهندوس القادمين من غرب البنجاب والذين وصلوا دلهي إلى سلخ الجالية المسلمة هناك عن أنماطهم الثقافية الراسخة وقيمهم، وزعزعوا استقرار الحكومة الجديدة لفترة من الوقت. قد لا يكون عدد القتلى في أعمال العنف المتعلقة بالتقسيم معروفًا، ولكن القاضي جي. دي. خوسلا، في كتابه الحساب العسير يعتقد أنهم بلغوا نحو 500,000. بالإضافة إلى ذلك، كان هناك ما أطلق عليه المؤرخ بيرسيفال سبير «التبادل غير الطوعي للسكان»، والذي قد يكون في حدود خمسة ملايين ونصف المليون مواطن تنقلوا في كل اتجاه عبر الحدود الجديدة. من السند، هاجر نحو 400,000 هندوسي إلى الهند، فضلًا عن مليون هندوسي هاجروا من شرق باكستان (بنغلاديش حاليًا) إلى مقاطعة البنغال الغربية في الهند. فاقت الهجرات التي جاءت في أعقاب المجازر قدرة الحكومة الجديدة.